# 青木惇
青木 惇（あおき つとむ、1936年5月29日 - ）は、神奈川県足柄下郡真鶴町出身 の元プロ野球選手（捕手）。

## 来歴・人物
小学校の頃から野球を始めるが、母子家庭であり経済的な事情でグラブを買ってもらえなかったため、学校の備品にあったキャッチャーミットを使っている内に、捕手を務めるようになった。
相洋高校在学中に同校野球部部長に勧められて、1954年8月に川崎球場で行われた高橋ユニオンズの入団テストを受ける。500人近い参加者の中で、走塁・遠投はトップを記録して一次試験に合格。9月に千葉で合宿をしながら行われた二次試験にも合格し、契約金なし、月給15,000円で高橋に入団した。1955年は新人ながら33試合に捕手として出場すると、1956年には筒井敬三に次ぐ第二捕手となって86試合にマスクを被った。
1956年オフに高橋が解散すると近鉄パールスへ移籍。1957年は前年度の正捕手であった加藤昌利が故障で出場できずチャンスであったが、山田清三郎・原勝彦との正捕手争いに敗れて48試合に出場に留まる。1958年はわずか5試合の出場に終わり、出場機会のなかった1959年限りで引退した。

## 詳細情報

### 年度別打撃成績
| 年 度     | 球 団       | 試 合 | 打 席 | 打 数 | 得 点 | 安 打 | 二 塁 打 | 三 塁 打 | 本 塁 打 | 塁 打 | 打 点 | 盗 塁 | 盗 塁 死 | 犠 打 | 犠 飛 | 四 球 | 敬 遠 | 死 球 | 三 振 | 併 殺 打 | 打 率 | 出 塁 率 | 長 打 率 | O P S |
| --------- | ----------- | ----- | ----- | ----- | ----- | ----- | -------- | -------- | -------- | ----- | ----- | ----- | -------- | ----- | ----- | ----- | ----- | ----- | ----- | -------- | ----- | -------- | -------- | ----- |
| 1955      | トンボ 高橋 | 33    | 50    | 45    | 4     | 5     | 0        | 2        | 0        | 9     | 0     | 0     | 1        | 0     | 0     | 5     | 0     | 0     | 11    | 0        | .111  | .200     | .200     | .400  |
| 1956      | トンボ 高橋 | 86    | 180   | 152   | 18    | 25    | 8        | 0        | 1        | 36    | 12    | 1     | 0        | 7     | 1     | 19    | 0     | 1     | 32    | 3        | .164  | .260     | .237     | .497  |
| 1957      | 近鉄        | 48    | 64    | 54    | 1     | 8     | 3        | 0        | 0        | 11    | 1     | 0     | 0        | 0     | 0     | 9     | 0     | 1     | 9     | 3        | .148  | .281     | .204     | .485  |
| 1958      | 近鉄        | 5     | 6     | 5     | 0     | 0     | 0        | 0        | 0        | 0     | 0     | 1     | 0        | 0     | 0     | 1     | 0     | 0     | 2     | 0        | .000  | .167     | .000     | .167  |
| 通算：4年 | 通算：4年   | 172   | 300   | 256   | 23    | 38    | 11       | 2        | 1        | 56    | 13    | 2     | 1        | 7     | 1     | 34    | 0     | 2     | 54    | 6        | .148  | .253     | .219     | .472  |

- トンボ（トンボユニオンズ）は、1956年に高橋（高橋ユニオンズ）に球団名を変更

### 背番号
- 57 （1955年）
- 34 （1956年）
- 65 （1957年）
- 38 （1958年 - 1959年）